# Elena Batsevich
Elena Nikolaïevna Lukyanchuk (en russe : Елена Николаевна Лукьянчук), née Batsevich (Бацевич) le 28 avril 1968 à Talatchyn en RSS de Biélorussie, est une biathlète soviétique.

## Biographie
En 1986, elle est championne d'URSS.
Aux Championnats du monde 1990, elle obtient ses plus grand succès, remportant le titre sur le relais et la course par équipes et est septième de l'individuel. Elle monte au début de cette saison sur un podium individuel en Coupe du monde à l'individuel d'Obertauern.

## Palmarès

### Championnats du monde
- Championnats du monde 1990 à Oslo :
  -  Médaille d'or en relais.
  -  Médaille d'or à la course par équipes.

### Coupe du monde
- Meilleur classement général: 8e en 1990[2].
- 1 podium individuel : 1 deuxième place.